# Episodi di Mario (seconda stagione)
La seconda stagione della serie televisiva Mario è stata trasmessa in prima visione assoluta in Italia su MTV dal 7 ottobre al 25 novembre 2014.
Il 28 maggio 2014 è stata trasmessa una puntata speciale condotta da Marcello Macchia con un'anteprima del primo episodio e scene del backstage. Questo ciclo di episodi è stato formalmente denominato terza stagione in quanto Marcello Macchia sostiene scherzosamente che la seconda stagione sia stata girata su VHS a causa del budget ridotto e, vista la pessima qualità del risultato finale, non è mai andata in onda.
| nº | Titolo | Prima TV Italia  |
| -- | --- | ---------------- |
| 1  | Mario Mario Mario | 7 ottobre 2014   |
| 2  | Un TG andato a Mario | 7 ottobre 2014   |
| 3  | Un uomo spregevole invidioso del tuo successo. Aveva paura che prendessi il suo posto e quindi ha tentato di metterti fuori gioco | 14 ottobre 2014  |
| 4  | Per un pugno di pollice | 14 ottobre 2014  |
| 5  | Micidial Horror Story | 21 ottobre 2014  |
| 6  | Il pirulicchio | 21 ottobre 2014  |
| 7  | Liberaci dal Mario | 28 ottobre 2014  |
| 8  | Sano e calvo | 28 ottobre 2014  |
| 9  | De Dac Said Ov Genni | 4 novembre 2014  |
| 10 | Il magnate degli spaghetti | 4 novembre 2014  |
| 11 | Occhio Pin | 11 novembre 2014 |
| 12 | Patto micidiale | 11 novembre 2014 |
| 13 | Veterimario | 18 novembre 2014 |
| 14 | Mamma Mia | 18 novembre 2014 |
| 15 | Penultima puntata | 25 novembre 2014 |
| 16 | I truppi | 25 novembre 2014 |

## Mario Mario Mario
- Diretto da: Marcello Macchia
- Scritto da: Marcello Macchia, Sergio Spaccavento, Daniele Grigolo, Luigi Luciano, Danilo Carlani, Francesco Vespa

### Trama
Mario è profondamente cambiato, non solo nell'aspetto (ora ha i capelli), ma anche nel carattere: è diventato arrogante, corrotto e malvagio e l'MTG si è trasformato in uno show volgare votato del tutto agli ascolti e agli sponsor. In un flashback, facente riferimento alla fittizia seconda stagione mai trasmessa in tv, viene spiegato che questo cambiamento è avvenuto in seguito ad un trattamento effettuato da suo padre, Lord Micidial, mentre lui era in coma dopo aver scoperto di essere suo figlio. Micidial ha riprogrammato la sua memoria con un apparecchio denominato "Scordammociopassat" e con blandi fotomontaggi ha modificato il suo passato per ricostruirlo secondo le sue intenzioni. Inoltre tutti i collaboratori del telegiornale sono stati corrotti da Micidial ad eccezione della figlia Melany, ancora innamorata di Mario, che finisce rinchiusa in un manicomio. Tuttavia la Micidial Corporation è in difficoltà a causa della concorrenza dell'industria cinese e la dirigenza decide di entrare in politica con l'obiettivo di modificare le leggi sui diritti dei lavoratori secondo il modello cinese, nominando Ginetto come candidato alla Presidenza del Consiglio.
- Sponsor fittizio: Svanverol

## Un TG andato a Mario
- Diretto da: Marcello Macchia
- Scritto da: Marcello Macchia, Sergio Spaccavento, Daniele Grigolo, Luigi Luciano, Danilo Carlani, Francesco Vespa

### Trama
Lord Micidial e Mario stanno valutando i possibili nomi per il partito ma nessuno di quelli presentati sembra soddisfarli, infatti Mario propone il nome "Tutti Famosi", basato sul fatto che gli italiani sognano la fama più di ogni altra cosa. Ginetto sarà ospite della successiva edizione dell'MTG per presentare il suo progetto politico, ovviamente manovrato dal padre che gli suggerisce cosa dire con un auricolare, ma durante l'intervista un'interferenza rovina i piani di Micidial, perché Ginetto ripete tutto quello che sente. A fine puntata, Mario e Lord Micidial decidono di cambiare strategia e Mario per puro caso trova un volantino di un corso motivazionale per diventare politico in sette giorni.
- Sponsor fittizio: Tutti Famosi

## Un uomo spregevole invidioso del tuo successo. Aveva paura che prendessi il suo posto e quindi ha tentato di metterti fuori gioco
- Diretto da: Marcello Macchia
- Scritto da: Marcello Macchia, Sergio Spaccavento, Daniele Grigolo, Luigi Luciano, Danilo Carlani, Francesco Vespa

### Trama
Sfogliando un giornale Mario nota una sua vecchia foto con Paolo Buonanima e, non riconoscendolo, si reca da Lord Micidial per farsi spiegare chi è quella persona; Micidial gli racconta che Buonanima era il suo ex direttore e per paura che Mario prendesse il suo posto lo ha spinto giù per le scale causando così la sua perdita di memoria, versione confermata dal resto dello staff corrotto dell'MTG. Questo causa la creazione di un falso ricordo nella testa del giornalista. Intanto Ginetto fa la conoscenza di Motivator Jim, l'esperto motivazionale che proverà a trasformarlo in un vero politico.
- Guest star: Marco Mazzoli (testimonial di Motivator Jim)
- Sponsor fittizio: SchwarzenHegel

## Per un pugno di pollice
- Diretto da: Marcello Macchia
- Scritto da: Marcello Macchia, Sergio Spaccavento, Daniele Grigolo, Luigi Luciano, Danilo Carlani, Francesco Vespa

### Trama
Mario riceve un invito dalla trasmissione politica "Sottotorchio" che vuole ospitare Ginetto e accetta, anche se non convinto della preparazione del fratello, infatti Motivator Jim prova ad insegnare qualcosa al ragazzo ma vista l'ignoranza di Ginetto si arrende e si getta dal balcone. Non appena Mario lo viene a sapere si arrabbia e distrugge l'orologio atomico di Michelangelo, l'assistente di studio, il quale si incontra col "truccatrice" Steve Mozzafiato dopo la diretta. I due, stufi del comportamento del nuovo Mario, decidono di attuare un piano per ripristinare la sua memoria, custodita nei laboratori Micidial, e solo una persona conosce i codici d'accesso e può aiutarli: quella persona è Melany, ancora rinchiusa in manicomio.
- Sponsor fittizio: Fondi di magazzino Micidial (Porta Chiusaperta, Tutto St'Ambaradan e Lava Vecchi)

## Micidial Horror Story
- Diretto da: Marcello Macchia
- Scritto da: Marcello Macchia, Sergio Spaccavento, Daniele Grigolo, Luigi Luciano, Danilo Carlani, Francesco Vespa

### Trama
Anche Genny e Carolina si uniscono al piano con l'idea di inserire Big Willy, un nano scassinatore cognato di Michelangelo, nel corpo di Genny e farla passare per pazza di modo che venga portata all'ospedale psichiatrico, Big Willy esca in qualche modo dal corpo della truccatrice e possa liberare Melany. Nel frattempo Lord Micidial chiede aiuto al tecnico Giobbe per rubare le domande che verranno fatte a Ginetto a "Sottotorchio" e per preparare al meglio il figlio all'appuntamento dell'indomani gli consegna un paio di occhiali speciali con cui vedrà le risposte da dare a ciascuna domanda.
- Guest star: Andrea Diprè (se stesso)
- Sponsor fittizio: Tutti Famosi (Andrea Diprè intervista Ginetto)

## Il pirulicchio
- Diretto da: Marcello Macchia
- Scritto da: Marcello Macchia, Sergio Spaccavento, Daniele Grigolo, Luigi Luciano, Danilo Carlani, Francesco Vespa

### Trama
Il giorno di "Sottotorchio" è arrivato ma Ginetto, durante la trasmissione, rompe gli occhiali e l'intervista sembra destinata a fallire, tuttavia l'indice di gradimento tra i vari candidati alle elezioni lo vede salire al primo posto. Intanto Melany è di nuovo libera e travestita da inserviente ritorna negli studi dell'MTG dove i vari partecipanti al piano la aiutano nel suo scopo: dopo essere stato colpito da Carolina con uno spray narcotizzante, Mario finisce su un lettino in un'area segreta dove gli sta per essere ripristinata la memoria con "Ricordammociopassat", però il procedimento fallisce e Lord Micidial irrompe sulla scena e, rompendo le speranze dei congiurati, spiega che non è possibile terminare l'operazione senza un aggeggio denominato "pirulicchio".
- Guest star: Andrea Scanzi (Alberto Incalzi)
- Sponsor fittizio: Tutti Famosi (inno del partito)

## Liberaci dal Mario
- Diretto da: Marcello Macchia
- Scritto da: Marcello Macchia, Sergio Spaccavento, Daniele Grigolo, Luigi Luciano, Danilo Carlani, Francesco Vespa

### Trama
Dopo l'insuccesso dell'intervento sulla memoria di Mario, Melany viene mandata nello studio di Lord Micidial e suo padre per punirla le impone di prendere un autobus per gli anni '60 e rifarsi una vita aprendo un chiosco di salamelle. Mentre la donna esce scortata dagli scagnozzi di Micidial, Mario si dirige dietro le quinte per una sveltina con una delle "Culine" durante un fuori onda: gli sguardi dei due casualmente si incrociano, Mario subisce uno shock emotivo e inizia a sentirsi male. Poco dopo, alla fine della diretta, il giornalista non riesce a completare la sua nuova frase di uscita "E chi s'è visto, s'è visto!" e improvvisamente ricorda il passato, perde i capelli e pronuncia la sua iniziale frase a effetto "Dritto per dritto!".
- Guest star: Marco Mazzoli (On. Gianni Mancomorto, Sandro Sondrio)
- Sponsor fittizio: Fondi di magazzino Micidial (Sedia-Letto, Scarpone, Comodignolo)

## Sano e calvo
- Diretto da: Marcello Macchia
- Scritto da: Marcello Macchia, Sergio Spaccavento, Daniele Grigolo, Luigi Luciano, Danilo Carlani, Francesco Vespa

### Trama
Mario, intento a farsi dire la verità su quanto accaduto negli ultimi mesi, va da Lord Micidial che gli mostra un video di Paolo Buonanima tenuto in ostaggio offrendogli di liberarlo a condizione che lui collabori per far vincere le elezioni a Ginetto, alle prese intanto con le prove del suo primo comizio politico. Mario riesce comunque ad ottenere che l'MTG ritorni come prima e dopo aver scoperto che Melany ha cercato di fargli tornare la memoria dopo essere rimasta quattro mesi in manicomio va a cercarla in Via del tutto eccezionale, dove la sorella sta per prendere il pulmino per gli anni '60.
- Sponsor fittizio: La botta

## De Dac Said Ov Genni
- Diretto da: Marcello Macchia
- Scritto da: Marcello Macchia, Sergio Spaccavento, Daniele Grigolo, Luigi Luciano, Danilo Carlani, Francesco Vespa

### Trama
Mario salva Melany fermando il pullman per gli anni '60 grazie all'aiuto di lei stessa da vecchia che, già tornata indietro nel tempo, gli porge un fucile per sparare alle gomme. Di seguito i due, dopo che Mario si è giustificato con Melany per il suo comportamento nei mesi precedenti, ricevono l'avvocato Scatarrutti a cui espongono i fatti occorsi e gli chiedono di trovare un modo per far arrestare Lord Micidial, e l'avvocato suggerisce loro di chiamare i bersaglieri, l'unico corpo dell'esercito che Micidial non ha comprato. Terminata la diretta Mario si reca così nello studio del padre avvertendolo dell'imminente arrivo dei militari mentre la fanfara risuona in lontananza.
- Guest star: Marco Mazzoli (testimonial di Sei un vecchio!)
- Sponsor fittizio: Sei un vecchio!

## Il magnate degli spaghetti
- Diretto da: Marcello Macchia
- Scritto da: Marcello Macchia, Sergio Spaccavento, Daniele Grigolo, Luigi Luciano, Danilo Carlani, Francesco Vespa

### Trama
Nonostante l'arrivo dei bersaglieri Lord Micidial riesce a scappare sfuggendo all'arresto. Genny, tornata dal manicomio, viene utilizzata per la sua stazza come nascondiglio di Melany, la quale ha così la possibilità di intrufolarsi nell'ufficio di Micidial e recuperare il video del rapimento di Buonanima. Una volta ottenuto il file Mario e Melany lo portano da Giobbe chiedendogli di analizzarlo per trovare qualche indizio sul luogo dove è stato girato e, zoomando su una goccia di sudore del rapito, scoprono nel riflesso Lord Micidial e al suo fianco l'assistente regista Pinocchio che sta filmando la scena. Nel frattempo Ginetto, grazie al supporto mediatico dell'MTG, vince il confronto politico con l'avversario Angelo Onesti, ma questi fa notare a Lord Micidial che il partito Tutti Famosi ha bisogno dell'appoggio della Chiesa per vincere le elezioni; Micidial decide così di incontrare un potente amico del Vaticano, il magnate degli spaghetti Joe Carlone.
- Guest star: Leone Di Lernia (Joe Carlone)
- Sponsor fittizio: Nientol

## Occhio Pin
- Diretto da: Marcello Macchia
- Scritto da: Marcello Macchia, Sergio Spaccavento, Daniele Grigolo, Luigi Luciano, Danilo Carlani, Francesco Vespa

### Trama
Con uno stratagemma Pinocchio viene attirato in un finto colloquio dove Melany, sotto mentite spoglie, gli promette l'assunzione a tempo indeterminato se lui le rivelerà il luogo dove ha girato il video del rapimento qualche giorno prima e lo stagista, convinto di ottenere il posto di lavoro, confessa senza che si allunghi il naso. Subito dopo la diretta del telegiornale Mario e Melany, sempre nascosta dietro Genny, si dirigono nei sotterranei del palazzo e trovano dietro una porta un uomo legato a una sedia e col volto coperto da un sacco e lo liberano, purtroppo però non si tratta di Buonanima bensì di Giorgio Poveracci, il malato generico della rubrica di Ippolito Germer: i due si rendono conto che in realtà Pinocchio ha mentito, infatti gli si allunga qualcos'altro.
- Sponsor fittizio: Porcor

## Patto micidiale
- Diretto da: Marcello Macchia
- Scritto da: Marcello Macchia, Sergio Spaccavento, Daniele Grigolo, Luigi Luciano, Danilo Carlani, Francesco Vespa

### Trama
Joe Carlone viene ricevuto da Lord Micidial nel suo studio e quest'ultimo gli propone una collaborazione in vista delle elezioni; in cambio dell'appoggio della Chiesa Micidial consentirà a Carlone di costruire lo spaghettodotto sullo stretto di Messina. Tuttavia il magnate sottolinea che serve una parentela ed entrambi giungono alla conclusione di far sposare tra loro i rispettivi figli, ma tra i due le cose non partono bene in quanto il cane di Pochette, la figlia di Carlone, finisce in coma dopo aver mangiato un pezzo di pizza avariata tirata fuori da Ginetto da sotto un divano. Carlone allora prende da parte Ginetto e, per conquistare sua figlia, gli suggerisce di salvare il cane e il ragazzo tira fuori dalla tasca il suo telefono con l'intento di chiamare Gesù. Lord Micidial nel frattempo fa arrestare Pinocchio in quanto questi aveva rivendicato i suoi diritti di lavoratore.
- Guest star: Leone Di Lernia (Joe Carlone)
- Sponsor fittizio: Cul-Tura

## Veterimario
- Diretto da: Marcello Macchia
- Scritto da: Marcello Macchia, Sergio Spaccavento, Daniele Grigolo, Luigi Luciano, Danilo Carlani, Francesco Vespa

### Trama
Prima di iniziare una nuova diretta Michelangelo comunica a Mario la notizia dell'arresto di Pinocchio e, insieme a Melany e all'avvocato Scatarrutti, si mobilita per farlo uscire di prigione. Intanto Ginetto, ipnotizzato da Gesù, si convince di essere un veterinario ed effettua un trapianto di "cane al padrone", semplicemente sostituendo il cane di Pochette con un altro cane mentre la ragazza è in anestesia; l'intervento riesce alla perfezione, Pochette si innamora di Ginetto e i due vengono uniti immediatamente in matrimonio, creando così il legame che permetterà a Lord Micidial di ottenere l'appoggio della Chiesa per vincere le elezioni.
- Guest star: Leone Di Lernia (Joe Carlone)
- Sponsor fittizio: Amaro Vecchia Romana

## Mamma Mia
- Diretto da: Marcello Macchia
- Scritto da: Marcello Macchia, Sergio Spaccavento, Daniele Grigolo, Luigi Luciano, Danilo Carlani, Francesco Vespa

### Trama
Al processo Pinocchio viene assolto e si ritrova nuovamente faccia a faccia con Mario e Melany che stavolta pretendono la verità, ma lo stagista continua a mentire; a quel punto i due gli danno da bere quello che lui crede essere il "siero della verità", ma in realtà si tratta di "Mosciol", una compressa per accorciare il pene, e finalmente svela il vero luogo dove ha girato il video di Buonanima. Mario e Melany una volta finita la diretta fanno per dirigersi verso la via indicata da Pinocchio ma nei sedili posteriori dell'auto del giornalista li sta aspettando l'avvocato Scatarrutti, che confessa loro di essere la loro madre.
- Sponsor fittizio: Carne in scatola di scarpe

## Penultima puntata
- Diretto da: Marcello Macchia
- Scritto da: Marcello Macchia, Sergio Spaccavento, Daniele Grigolo, Luigi Luciano, Danilo Carlani, Francesco Vespa

### Trama
Mario e Melany scoppiano in una risata fragorosa e non credono alla rivelazione dell'avvocato Scatarrutti, allora quest'ultimo si toglie la parrucca che nasconde una lunga chioma bianca e racconta di essersi opposto all'abbandono di Mario appena nato e, dopo aver minacciato Lord Micidial di spifferare tutto, ha subito un cambio di sesso, e l'anchorman non prende molto bene la notizia. Il giorno dopo Mario insieme allo staff dell'MTG organizza un piano per salvare Buonanima ma tutti, tranne lui e Melany, rimangono vittime dello "scalino micidiale", sponsor della puntata: si salva anche Genny e i tre si dirigono verso la porta sul retro ma la truccatrice blocca il passaggio a Melany e Mario è costretto a continuare da solo e, una volta arrivato al luogo indicato da Pinocchio, si trova di fronte il suo ex direttore ma, colto da un raptus di follia, per un attimo torna Mario cattivo e gli spara. Nel frattempo un adirato Joe Carlone si precipita nell'ufficio di Lord Micidial per dirgli che sua figlia vuole divorziare da Ginetto dopo i fatti della prima notte di nozze (il ragazzo si era fatto consigliare dal padre riguardo ai doveri coniugali e lui ha ripetuto alla lettera, con un rapporto sessuale con una prostituta di fronte a Pochette), ma Micidial lo tranquillizza dicendogli che Ginetto vincerà comunque le elezioni e che "Tutti Famosi" è solo una copertura per poter schiavizzare gli italiani; l'incontro viene ripreso a loro insaputa da Cacacazzi, un uomo che continuava a irrompere nello studio dell'MTG ai tempi del Mario malvagio.
- Guest star: Leone Di Lernia (Joe Carlone)
- Sponsor fittizio: Scalino micidiale

## I truppi
- Diretto da: Marcello Macchia
- Scritto da: Marcello Macchia, Sergio Spaccavento, Daniele Grigolo, Luigi Luciano, Danilo Carlani, Francesco Vespa

### Trama
Ripresosi dal raptus Mario si getta sul corpo di Buonanima, tuttavia scopre che non è realmente lui bensì si tratta di un sosia, e l'indomani si reca da Lord Micidial con l'intenzione di mandare in onda un servizio per screditare lui e il suo partito. Micidial risponde con un video che mostra i suoi scagnozzi che hanno rapito Melany, scoperta dallo stesso Micidial la sera prima dopo aver fatto dimagrire Genny con un macchinario chiamato "Liposucchione"; la ragazza è tenuta in ostaggio su un treno che gira l'Italia e Micidial minaccia di sottoporla alla cancellazione della memoria se Mario non lo appoggerà politicamente fino alla chiusura dei seggi, solo allora Melany verrà liberata. Inoltre Mario viene a sapere da Michelangelo che quel giorno non andrà in onda e il TG sarà sostituito da una maratona elettorale lunga sedici ore e condotta da Pippo Baudo. All'inizio del programma irrompe Cacacazzi che riesce a mostrare il video dell'incontro tra Micidial e Carlone mentre Mario e Michelangelo mettono fuori gioco gli energumeni e il presentatore: il piano funziona perché il giorno dopo alle elezioni vince per un solo voto il partito concorrente di Tutti Famosi, Onestà e Giustizia. Subito dopo la comunicazione del risultato Carlone muore sul colpo e Micidial scopre che Ginetto ha annullato involontariamente la sua scheda e lo rincorre prima di essere finalmente arrestato dai bersaglieri. Mario e Genny festeggiano la riuscita del piano baciandosi appassionatamente ma Melany, liberatasi dal set dove era prigioniera, li vede e si rinchiude in un magazzino dove sta per cancellare i propri ricordi del fratello con "Scordammociopassat 2.0". Così uno sconsolato Mario si siede tra gli spalti dello studio e all'improvviso si ritrova di fronte il vero Paolo Buonanima che viene subito trascinato via da strane forze invisibili. Carolina assiste alla scena e svela a Mario che i veri responsabili del rapimento sono proprio queste entità denominate "truppi" (ossia la troupe televisiva della serie stessa), che la donna aveva già citato in precedenza senza però essere presa sul serio.
- Guest star: Leone Di Lernia (Joe Carlone), Nino Frassica (Pippo Baudo)
- Sponsor fittizio: Tutti Famosi